# Pictos

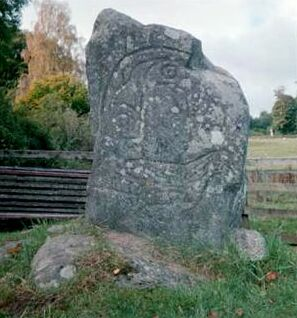
Piedra picta en Strathpeffer (Escocia), que representa un águila.

Los pictos eran una confederación de tribus celtas que habitaban el norte y centro de Escocia, al norte de los ríos Forth y Clyde, desde al menos los tiempos del Imperio romano hasta el siglo X.
Eran descendientes, o una nueva designación contemporánea,  de los caledonios y otras tribus que los historiadores romanos ya nombraron o que aparecían en el mapa de Ptolomeo.
Pictia o Pictavia (Pictland, en inglés) se convirtió en el reino de Alba (Escocia) durante el siglo X, con lo que los pictos se convirtieron a su vez en albannach o escoceses.
Su idioma era el picto.
El nombre por el que los pictos se llamaban a sí mismos es desconocido. La palabra griega Πικτοί (piktoi), picti en latín, aparece por primera vez en un panegírico escrito por Eumenio en 297 y que significa ‘los pintados’ o ‘los tatuados’. Sin embargo, podría deberse a una etimología popular anterior, quizá del celta pihta o peijta, es decir, ‘luchador’.
Los escotos y los dalriada de Irlanda los llamaron cruithne (cru(i)then-túath en irlandés antiguo), quizá del protocelta *kwriteno-toutā. También hay cruithne en el Úlster.
Los britanos (antepasados de los galeses) en el sur los conocían por el dialecto celta P como prydyn, de donde provienen los términos «Bretaña» y «britano».
La forma en gaélico escocés moderno pecht procede del inglés antiguo.
La arqueología da algunas aproximaciones sobre la sociedad de los pictos. A pesar de que ha sobrevivido muy poco de su forma de escritura, la historia de este pueblo, a partir del siglo IV en adelante, es conocida por una gran variedad de fuentes, incluyendo hagiografías como la de San Columba de Iona, así como varios anales irlandeses.
Aunque la impresión popular de los pictos puede ser la de un pueblo oscuro y misterioso, no fue así en absoluto. La historia y la sociedad pictas están en consonancia con la de los pueblos de Europa Central, Septentrional u Oriental en la Antigüedad o en la Alta Edad Media cuando se les compara con ellos.

## Sociedad
Las fuentes arqueológicas dan evidencia de la cultura material de los pictos, donde se ve una sociedad no muy diferente ni de sus vecinos gaélicos y bretones ni de los anglosajones del sur.
Aunque puede servir de mucho utilizar la analogía y el conocimiento de otras sociedades celtas, estos se extendieron por un área muy grande, por lo que basarse por ejemplo en los galos prerromanos o en la Irlanda del siglo XIII como fuente para estudiar la sociedad picta del siglo IV puede dar como resultado equivocaciones o malas interpretaciones.
Como pasa con la mayoría de los pueblos del norte de Europa en la Antigüedad, los pictos eran granjeros organizados en pequeñas comunidades que vivían de la agricultura y sobre todo de la ganadería: los vacunos y los caballos se consideraban un signo principal de riqueza y prestigio, y había gran cantidad de ovejas y cerdos.
Los topónimos sugieren que la transhumancia era una práctica común.
Los animales en general eran pequeños para los estándares posteriores, pero los mejoraron al contactar con otros pueblos: los caballos de Inglaterra se enviaban a Escocia e Irlanda para cruzarlos con los nativos y acrecentar su tamaño. De fuentes irlandesas nos ha llegado que la élite solía competir en cría de ganado por el tamaño de las reses y no hay razón para no pensar que los pictos hicieran lo mismo. Tallados en madera muestran caza con perros, y también, a diferencia de Irlanda, con halcones.
La economía pastoril de la zona muestra que pieles y cuero había en abundancia. La lana era la principal fuente de fibras para la ropa, y el lino también era común, aunque no está claro si lo cultivaban para las fibras, el aceite, o la comida.
La importancia  de los animales domesticados sugiere que la carne y los derivados de la leche fueron una parte importante en la dieta de las personas comunes, a diferencia de la élite, que comía una dieta más rica en carnes provenientes de la caza y el pastoreo.

## En la literatura

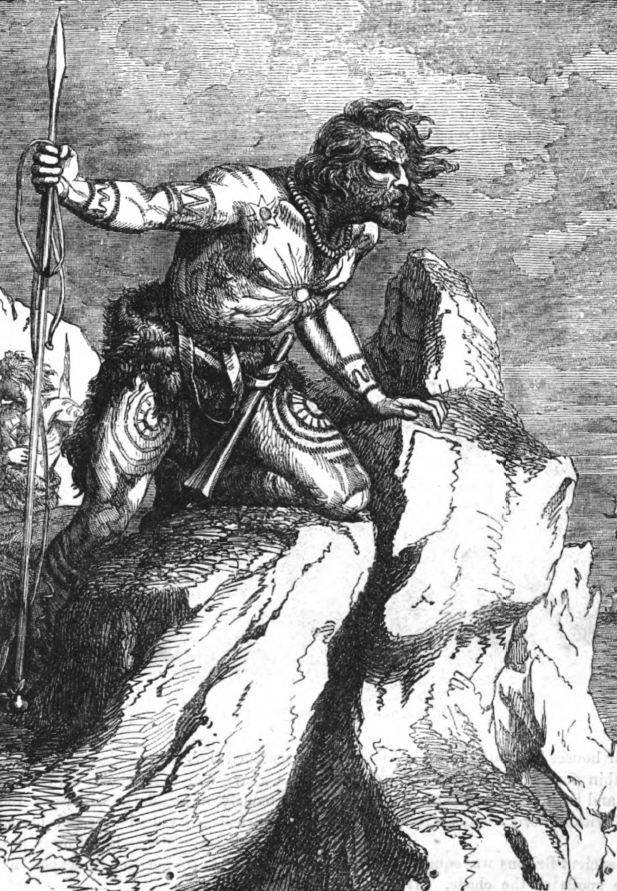
Picto representado en un libro de historia británico del.

El británico Rudyard Kipling (1865-1936), autor de El libro de la selva, los menciona varias veces en su obra Puck of Pook’s Hill.
El estadounidense Robert E. Howard (1906-1936) escribió extensamente sobre su visión acerca de los pictos, especialmente en sus relatos sobre su personaje Bran Mak Morn (un rey picto que lucha contra el Imperio romano) en su relato breve titulado The whisperer in darkness (‘el que susurra en la oscuridad’). Los pictos aparecen también en otros relatos, sobre todo como enemigos de Conan el Bárbaro, en el contexto de un remoto pasado olvidado, la era Hiboria (Hyborian age), completamente ficticia, reinventada por H. P. Lovecraft (1890-1937) y Howard.
La estadounidense Nancy Farmer (1941-) en The sea of trolls muestra unos pictos ficticios.
La estadounidense Juliet Marillier (1948-), autora neozelandesa de fantasía histórica, escribe sobre pictos y gaélicos en el siglo VI d. C. en su serie "The Bridei chronicles".
Incluso la estadounidense Anne Rice (1941-2021) escribió sobre los pictos, dándoles vida en su libro Taltos de la serie Las brujas de Mayfair.
También aparecieron en un contexto de fantasía en la obra del británico Terry Pratchett (1948-2015), en la que aparecen los nac mac feegle, unos pequeños seres de 15 cm de estatura, pelirrojos y de piel completamente cubierta con tatuajes azules, buenos espadachines y de carácter pendenciero aunque noble, también llamados pictsies.
La estadounidense Jacqueline Carey (1964) escribió sobre el reino de Alba y los pictos y sus tratos en la Terre d’Ange (Tierra del Ángel, un país ficticio creado por un ángel caído), una serie fantástica iniciada con la novela Kushiel’s dart.

## Cultura popular

### Música
En su álbum de 1969 Ummagumma, Pink Floyd tiene un tema llamado «Several Species of Small Furry Animals Gathered Together in a Cave and Grooving with a Pict», que consiste, como su nombre indica, en diversas especies de pequeños animales peludos haciendo ruido y un picto dando un discurso al final.

### Cine
- Cerveza de brezo (Вересковый мед), cortometraje de dibujos animados de 1974 producido por los estudios Kievnauchfilm (Киевнаучфильм) y dirigido por Irina Gúrvich (Ирина Гурвич, 1911-1995); es adaptación del poema de Robert Louis Stevenson del mismo título, Heather Ale, que está basado en una leyenda de Galloway sobre la bebida de brezo que hacían los pictos.[1][2][3]

- En la película de 1982 Conan el Bárbaro, protagonizada por Arnold Schwartzenegger, en la escena inicial aparece un explorador picto.

- También aparecen los pictos en la película de 2004 George and the Dragon, dirigida por Tom Reeve y protagonizada por Michael Clarke Duncan, James Purefoy, Patrick Swayze, Jean-Pierre Castaldi y Piper Perabo.

- En la película de 2004 El rey Arturo: la verdadera historia que inspiró la leyenda, se llama despectivamente woads a los pictos y se los muestra como a unos salvajes tatuados y pintados de azul dirigidos por un oscuro mago Merlín. En dicha película los pictos son inicialmente enemigos de Arturo, pero más tarde se convierten en sus aliados contra los sajones luchando en la batalla del Monte Badon.

- En la película de Neil Marshall de 2010 Centurión se muestra el enfrentamiento entre los pictos y la IX legión romana y se fabula su destrucción, aunque esta no sucedió en la realidad.

- En la película de 2011 La legión del águila (The eagle) se muestra el enfrentamiento entre pictos y romanos.

### Videojuegos
Senua, la protagonista de Hellblade: Senua's Sacrifice es una joven picta. A medida que el juego avanza, el jugador puede recopilar información acerca de su pasado. Se habla sobre su origen picto, su poblado materno situado en una  Isla Orkney, la forma de vida tribal y la invasión que sufrieron por parte de los "Hombres del Norte", los cuales sabemos que profesan la  religión germánica y podemos presuponer que vienen de Escandinavia.
También tienen una pequeña aparición en Assassin's Creed: Valhalla, capítulo de Jorvik.

### Historietas
El 24 de octubre de 2013 salió a la venta un nuevo álbum de la serie de historietas Astérix el Galo titulado Astérix y los pictos que transcurría en Escocia y que supuso la vuelta de los personajes al Reino Unido después de "Astérix en Bretaña". Tiene la peculiaridad de ser el primer álbum en el que no participaron los dos creadores originales del personaje (Uderzo y Goscinny).